# 왕중황
왕중황(王中黃, ? ~ 기원전 154년)은 전한 전기의 제후로, 개국공신 왕염계의 아들이다.

## 행적
문제 3년(기원전 177년), 왕염계의 뒤를 이어 산도후(山都侯)에 봉해졌다.
경제 3년(기원전 154년)에 죽으니 시호를 혜(惠)라 하였고, 아들 왕촉룡이 작위를 이었다.

## 출전
- 사마천, 《사기》 권19 혜경간후자연표
- 반고, 《한서》 권16 고혜고후문공신표